# Estação San Miguelito
A Estação San Miguelito é uma das estações do Metrô do Panamá, situada em San Miguelito, entre a Estação Pueblo Nuevo e a Estação Pan de Azúcar. Administrada pela Metro de Panamá S.A., faz parte da Linha 1.
Foi inaugurada em 5 de abril de 2014. Localiza-se no cruzamento da Avenida Transístmica com a Rodovia 1. Atende o corregimento Victoriano Lorenzo.